# Sectie (muziek)
Een sectie is binnen de muziek de term voor een groep mensen die binnen een muzikaal ensemble bij elkaar horen. De term sectie kan van toepassing zijn op zowel een groep muzikanten die binnen een ensemble of orkest hetzelfde instrument spelen en derhalve sectie genoemd worden (Zo heeft bijvoorbeeld ieder symfonieorkest een aantal 1e violen, die gezamenlijk de 1e-vioolsectie genoemd wordt), of voor een groep mensen die verschillende instrumenten bespelen binnen een orkest. Zo kunnen binnen een symfonieorkest alle koperblazers als kopersectie aangeduid worden. De term wordt altijd gebruikt om een groep aan te duiden met dezelfde of een vergelijkbare functie binnen het muzikaal ensemble. 
Een passage of muzikale lijn binnen een muziekstuk wordt ook een sectie genoemd. Zo zou het slotkoor uit de negende symfonie van Ludwig van Beethoven gezien kunnen worden als een voorbeeld van een grote sectie binnen de gehele symfonie.